# Geværgranat
En geværgranat er en granat som affyres fra mundingen på et gevær eller et stormgevær. På våbnets munding er monteret en granatstol, som fastholder granaten og styrer den ved affyringen, men på mange moderne våben er flammeskjuleren designet til den opgave. Granaten affyres af en løs patron uden projektil, som tillader krudtets trykkraft at affyre granaten. Visse geværgranater affyres med skarpe patroner, men de skal da have en kuglefælde der opfanger kuglen. Den maksimale skudvidde for en geværgranat er cirka 200 meter.